# Linia kolejowa Jabłonka Słupecka – Wilczyn
Linia kolejowa Jabłonka Słupecka – Wilczyn – rozebrana, jednotorowa, wąskotorowa linia kolejowa o długości 21 km, łącząca Jabłonkę Słupecką z Wilczynem.
Linia kolejowa budowana była od października 1911 do listopada 1912 roku, jako odnoga główniejszej linii Anastazewo – Cukrownia Gosławice. Pierwsze pociągi pojechały nią jeszcze w 1912 roku. Trasa powstała jako jednotorowa linia wąskotorowa o rozstawie szyn 750 mm. W 1915 roku rozstaw został zmniejszony do 600 mm. Po około 40. latach rozstaw ponownie zmieniono na 750 mm i taki pozostał, aż do zamknięcia linii. Na odcinku Jabłonka Słupecka – Sławoszewek linia została rozebrana przez KWB Konin, jeszcze przed otwarciem odkrywki Kazimierz Północ w 1992 roku. Na pozostałym odcinku torowisko rozebrano wiosną 2012 roku.